# 雙齒音
双齿音是上下齿同时参与调音发出的辅音。一般只出现在言语治疗中，与[n̪͆]等齿间音不同，后者的舌要参与调音，而双齿音则只有齿。国际音标扩展中表示双齿龈的变音符号是⟨◌̪͆⟩。这些音一般只出现在言语紊乱时：
- 双齿击音[ʭ]，是使双齿互相碰撞发出的音。
- 清双齿擦音[h̪͆]是使气流从紧闭的两齿间流过，舌或唇不参与调音发出的擦音。[1]
- 浊双齿擦音[ɦ̪͆]。
- 双齿送气音，如[tʰ̪͆]。

小舌症患者可能在发/s/和/z/时实现为双齿擦音。
阿迪格语Shapsug方言黑海次方言有清双齿擦音的音位，对应其他方言的[x]，如хы [xə]ⓘ“6”；дахэ [daːxa]ⓘ“美”。它被记作⟨x̪͆⟩，但实际上软腭处没有摩擦，齿本身是唯一的成阻部位：“唇完全打开，齿紧紧相扣，舌平坦，气流经牙缝流出；此音听上去介于[ʃ]和[f]间。”转写为⟨h̪͆⟩更合适些。